# Alberto Giuliatto
Alberto Giuliatto (Treviso, 17 settembre 1983) è un ex calciatore e allenatore di calcio italiano.

## Biografia
In virtù delle origini della madre possiede anche il passaporto canadese.

## Carriera

### Calciatore

#### Club

##### L'esordio a Belluno
Originario di Porcellengo, cresce nel settore giovanile di Montebelluna e Treviso, che nell'estate del 2001 lo cede in prestito al Belluno. La stagione si conclude per la squadra con un secondo posto nel girone C della Serie D, grazie anche a 3 reti di Giuliatto in 33 presenze. Ben presto è convocato nella Nazionale italiana Under-18 di Serie D, con la quale a giugno vince il campionato europeo di categoria. In un primo momento il Treviso lo riprende, per poi cederlo nuovamente al Belluno, questa volta in comproprietà. Il campionato 2002-2003 si chiude con la promozione del Belluno in Serie C2 con Giuliatto tra i protagonisti dell'ottima annata, grazie anche a 5 reti in 30 presenze. L'esperienza tra i professionisti non inizia bene per la compagine veneta, tuttavia Giuliatto riesce a mettersi in luce con 23 presenze e 4 reti, diventando un obiettivo di calciomercato per più di una società di categoria superiore. Un grave infortunio ne blocca momentaneamente l'ascesa, mentre la squadra, grazie a un girone di ritorno da alta classifica, conquista la salvezza. Rientra nel campionato successivo, segnando subito un gol (saranno 3 in 23 presenze), ma ciò non basta ad evitare il ritorno della squadra tra i dilettanti.

##### Il ritorno al Treviso
Finita l'esperienza al Belluno, nell'estate 2005 torna al Treviso su richiesta del tecnico Ezio Rossi, che nelle amichevoli e in Coppa Italia gli dà fiducia schierandolo da titolare. Con la squadra trevigiana promossa nella Serie A 2005-2006, Giuliatto esordisce in massima serie il 18 settembre 2005 (terza giornata), al 70º minuto di Lazio-Treviso 3-1, all'Olimpico di Roma. Diventa il primo calciatore trevigiano a indossare i colori della squadra cittadina in Serie A. A fine campionato, sono 18 i gettoni di presenza, alcuni dal primo minuto di gioco. Resta a Treviso nonostante la retrocessione della formazione veneta e in Serie B 2006-2007, divenuto ormai un punto fermo della compagine trevigiana, colleziona 20 presenze e la prima rete in cadetteria, realizzata su calcio di rigore in Treviso-Lecce 1-0, valida per la quarta giornata.

##### Lecce
A gennaio è proprio il Lecce ad acquistare Giuliatto, concludendo un'operazione di calciomercato che coinvolge anche Blažej Vaščák e Marcello Cottafava, giunti nel Salento, e Alfonso Camorani e Martin Petráš, approdati nella Marca Trevigiana. Nella sua prima parte di stagione con il Lecce gioca 19 gare, contribuendo alla salvezza. Nel 2007-2008, pur soffrendo diversi malanni fisici, partecipa al ritorno dei giallorossi in Serie A. Resta nel Salento anche nel 2008-2009 anche se il nuovo tecnico Mario Beretta gli preferisce spesso Vitorino Antunes o Andrea Esposito. Con l'arrivo dell'allenatore Luigi De Canio trova maggiore spazio in squadra. Il 4 dicembre 2009, nella partita contro l'AlbinoLeffe, segna il suo primo goal in giallorosso.
Nella sua ultima stagione in maglia giallorossa (2010-2011) parte quasi sempre titolare. A gennaio sarà costretto a sottoporsi ad un intervento chirurgico alla caviglia. Viene operato a Bologna dal Prof. Giannini per ridurre una frattura all`astragalo. Ritorna in campo l`8 maggio 2011 nella partita Lecce-Napoli vinta dai giallorossi per 2-1.  A fine stagione rimane svincolato.

##### Nocerina
Dopo aver rifiutato alcune richieste (Grosseto, Juve Stabia) il 30 novembre 2011 firma un contratto annuale con la Nocerina. Fa il suo esordio con la maglia dei molossi il 7 gennaio 2012 nella partita persa per 4-2 col Pescara, raccogliendo ulteriori 9 presenze durante la stagione di Serie B. Dopo aver sostenuto senza esito un provino con il Toronto, il 7 novembre 2012 si accorda nuovamente con la Nocerina, nel frattempo retrocessa in Lega Pro ed il 3 febbraio 2013, nella sfida col Barletta, segna il suo primo gol con i rossoneri.

##### Le ultime stagioni
Il 28 luglio 2013 il Savona ufficializza il suo ingaggio prelevandolo in prestito dal Parma; con la squadra ligure allenata da Ninni Corda disputa 23 partite e conquista i playoff per la Serie B dove verrà eliminato in semifinale dalla Pro Vercelli poi vincitrice e promossa in B.
Per la stagione seguente ritorna in Veneto, accordandosi con il Venezia. A marzo è di nuovo costretto a operarsi alla caviglia sinistra a causa di alcune complicanze. Nel gennaio 2016 annuncia il ritiro dall'attività agonistica.

### Allenatore
Dopo aver ottenuto l'abilitazione da tecnico UEFA C e UEFA B nel 2017-2018, lavora per il settore giovanile del Lecce in qualità di allenatore della squadra Under-16, che partecipa al campionato nazionale sperimentale di Serie C.
Il 22 novembre 2019 viene nominato allenatore della Deghi Calcio, squadra che milita nel campionato di Eccellenza Puglia.
Il 19 febbraio 2025 assume la guida tecnica della Toma Maglie, squadra che milita nel campionato di Promozione Puglia.

## Palmarès

### Club

#### Competizioni nazionali
- Campionato italiano di Serie B: 1

Lecce: 2009-2010
- Serie D: 1

Belluno: 2002-2003